# Maudade de Moçul
Maudade ou Maudude ibne Atuntaxe, Xarafe Adaulá Maudade ou Maudude e Maudade ou Maudude ibne Atantiquim (em árabe: مودود بن التنتكين; romaniz.: Mawdud ibn at-Tantikin; m. 2 de outubro de 1113) foi um atabegue de Moçul de 1109 a 1113, que organizou várias expedições importantes contra os Cruzados, mas sem sucesso.

## Vida
Maudade foi um oficial do sultão seljúcida Maomé I que seu mestre comissionou para tomar Moçul, então nas mãos de Jauali Sacaua, que estava tentando se tornar independente. O governo tirânico de Jauali também irritou o povo da cidade. Numa sexta-feira de agosto de 1109, aproveitando-se do fato de que todos estavam na mesquita, alguns pedreiros tomaram duas torres e abriram os portões às tropas de Maudade, que se tornou atabegue enquanto Jauali fugia. Então Maomé I o designou para organizar várias campanhas contra os cruzados, em nome da jiade. A primeira ocorreu na primavera de 1110. Juntamente com as tropas de Ilgazi, emir de Mardim e as de Soquemene Alcutebi, emir de Hilate e Maiafariquim, marchou sobre Edessa e a sitiou em abril. O rei Balduíno I de Jerusalém, avisado, liderou um exército para ajudar a cidade e forçou Maudade a suspender o cerco em junho. Em sua retirada, o atabegue tentou atrair o exército franco para uma armadilha, mas Balduíno, cauteloso, desistiu de perseguir o exército turco.
Em 1111, emissários bizantinos vieram propor uma aliança ao sultão seljúcida e ao califa abássida e, após um motim em que os muçulmanos censuraram seus líderes por sua inércia em face dos francos, Maomé I pediu a Maudade que organizasse uma nova contracruzada. Mais uma vez reuniu um grande exército e invadiu o Condado de Edessa. A capital estava perfeitamente abastecida e suas muralhas suficientemente reforçadas, e Maudade preferiu desistir de tomá-la e em 28 de julho sitiou a cidadela de Turbessel, mantida por Joscelino I. Mas as más notícias obrigaram Maudade a levantar o cerco: Raduano, emir de Alepo, pediu ajuda, explicando que Tancredo da Galileia estava prestes a tomar Alepo; Amade Begue, emir de Maraga e aliado de Joscelino, chegou à frente de um exército de socorro, e Toguetequim, emir de Damasco, preferiu ficar longe. Quando Maudade chega a Alepo, viu que o perigo não era tão iminente e Raduano o impediu de entrar na cidade. De fato, os respectivos governantes de Alepo e Damasco ressentiam Maudade, cuja escravidão temiam mais do que os francos, e agiram dessa forma para forçar o abandono do cerco de Turbessel e ganhar tempo enquanto aguardavam a chegada de um exército franco liderado por Balduíno I.
Em abril de 1112, tentou uma nova campanha contra o Condado de Edessa, mas após ter tentado em vão tomar Turbessel, parte de seu exército foi dizimado por Joscelino I em 15 de junho. Com a cumplicidade da população armênia de Edessa, tentou fazer com que a cidade fosse entregue, mas Balduíno II, conde de Edessa, e Joscelino descobriram a trama e massacraram os conspiradores. Em 1113, Toguetequim, emir de Damasco, vítima dos ataques francos que devastaram seu emirado e em guerra contra o Reino de Jerusalém pela posse de Tiro, apelou a Maudade, que aproveitou a oportunidade para relançar a jiade em maio. A coalizão assolou a Galileia e sitiou Tiberíades, sem conseguir tomá-la. Derrotou um primeiro exército de socorro liderado por Balduíno I em 28 de junho, mas o último recebeu reforços que impediram Maudade e Toguetequim de explorar sua vitória, bloqueados pelos francos e incapaz de encontrar suprimentos no país que tinham acabado de devastar. Finalmente, foram forçados a retornar a Damasco em 30 de agosto. Em 2 de outubro de 1113, Maudade, enquanto deixava a mesquita de Damasco, onde acabava de assistir às orações, foi assassinado por um ismaelita. Não se sabe quem foi o instigador do assassinato: ou os próprios ismaelitas que tinham queixas contra Maudade, ou Toguetequim, que temia a pressão do oficial, como representante do sultão, em Damasco, e que foi nomeado por seus contemporâneos como o culpado.